# Alekséi Yemelin
Alexei Yemelin (Unión Soviética, 16 de octubre de 1968) es un atleta soviético retirado especializado en la prueba de salto de altura, en la que ha conseguido ser subcampeón europeo en 1990.

## Carrera deportiva
En el Campeonato Europeo de Atletismo de 1990 ganó la medalla de plata en el salto de altura, con un salto por encima de 2.34 metros, siendo superado por el yugoslavo Dragutin Topić (oro también con 2.34 metros pero en menos intentos) y por delante del búlgaro Georgi Dakov (bronce).